# Моррис, Фрэнсис Орпен
Фрэнсис Орпен Моррис (Francis Orpen Morris, 25.3.1810, близ Корка — 10.2.1893) — английский естествоиспытатель, по профессии священник, написал: «A history of British Birds» (1851—57), «A Bible of Natural History» (1852), «A Natural History of Nests and Eggs of British Birds» (1853), «British Butterflies» (1853), «Natural History of British Moths» (1859—71), «A Guide to au Arrangement of Birds» (1870), «All the Articles of the Darwin Faith» (1877) и др.; также «Plain Sermons for Plain People» (200 проповедей). Моррис сильно агитировал против вивисекции.